# تهودوشا کو
تهودوشا سالومه کو (به انگلیسی: Theodosia Salome Okoh)؛ (۱۳ ژوئن ۱۹۲۲ – ۱۹ مارس ۲۰۱۵) یک معلم، هنرمند و زنی سیاست‌مدار اهل غنا بود که برای طراحی پرچم غنا در سال ۱۹۵۷ شناخته شده است. او همچنین نقش برجسته‌ای در توسعه هاکی در غنا داشت.
در ۱۳ ژوئن ۲۰۱۶ موتور جستجوی گوگل به مناسبت ۹۴مین سالروز تولد تهودوشا کو به افتخار او گوگل دودل صفحه اصلی خود را در غنا تغییر داد.